# 高體高鬚魚
高體高鬚魚（学名：Hypsibarbus pierrei）為輻鰭魚綱鯉形目鯉科的其中一個種。

## 分布
本魚分布於亞洲中國、柬埔寨、寮國、馬來西亞及泰國的溪流，在台灣列入侵物種。

## 特徵
本魚體側扁，背鰭隆起，魚體略呈菱形。頭短小略呈三角形，具鬚2對。鱗片大；魚體背部棕灰色，體側及腹部銀白，腹鰭微黃色。尾鰭叉形，體長可達30公分。

## 生態
本魚為初級淡水魚，棲息於河川中下游的中下水層，對環境的適應力強，能忍受濁度較高的河水。屬雜食性，以底藻、甲殼類及水生昆蟲為主。

## 經濟利用
為食用魚，在台灣已作為養殖魚類，適合紅燒、清蒸或煮清湯食用。